# Mario Javier Sabán
Mario Javier Sabán Cuño, auch Meir J. Sabán (geboren 12. Februar 1966 in Buenos Aires, Argentinien) ist ein argentinischer Judaist, Forscher und Hochschullehrer der Kabbala, Psychologe, Theologe, Autor und Philosoph, der aus einer sephardisch-jüdischen Familie stammt. Seine 1492 aus Spanien vertriebenen Vorfahren ließen sich im Osmanischen Reich nieder.

## Leben und Wirken
Sabán ist der Sohn von Violeta Alicia Cuño (1943–2008) und seinem Vater David Sabán (1942) aus Izmir, er emigrierte aus der Türkei nach Argentinien. Er hat noch zwei Geschwister.  Sabán hat einen Abschluss in Rechtswissenschaften von der Universität Buenos Aires, einen Doktorgrad in Philosophie (Universität Complutense Madrid, 2008), in Anthropologie (Universität Rovira i Virgili Tarragona, 2012) und einen Doktorgrad in Philosophie (Universität Complutense Madrid, 2008), in Psychologie (Universität Ramon Llull, 2015), in Geschichte (Universität Lleida, 2016), Theologie (Universität Murcia, 2018) sowie in Angewandter Mathematik (Universität Alicante, 2018). Sabán lebt derzeit in Barcelona (Katalonien). Er ist mit Jacqueline Claudia Freund Arditti verheiratet, mit der er zwei Söhne hat.
Sabán begann seine historischen Forschungen über die jüdische Herkunft traditioneller argentinischer Familien im Jahre 1987. Sein erstes Werk, Judíos conversos (1990), rekonstruiert die Genealogie zentraler Persönlichkeiten der argentinischen Geschichte und Kultur. Im Jahr 2002 wanderte er nach Spanien aus, wo er später sein Buch El Judaismo de San Pablo (2003) veröffentlichte.
Sabán war Präsident von „Tarbut Sefarad“ von der Gründung im Juni 2007 an bis zum Jahr 2018, als Lucía Conte Aguilar sein Amt als neue Präsidentin antrat und ihm nachfolgte. Der Verein ist ein Netzwerk, das die spanisch-jüdische Kultur im spanischen Sprachraum erhalten und verbreiten soll. Sabán war zusammen mit der Redakteurin Lina Camí Cerezuela, der späteren Vizepräsidentin Matilde Rufach Fornons und der Tiefenpsychologin Malka González Bayo deren Gründungsmitglied.
Im Dezember 2011 veröffentlichte er sein erstes Buch über jüdische Mystik oder Kabbala mit dem Titel Sod 22-El Secreto. Er setzte seine Forschungen zur Kabbala in Bezug auf ihren kosmogonischen Aspekt fort und präsentierte als Ergebnis dieser Forschungen im Oktober 2012 seine zweite Doktorarbeit in Anthropologie an der Universität Rovira Virgili in Tarragona mit dem Titel El Misterio de la Creación y el Árbol de la Vida en la mística judía: una interpretación del Maase Bereshit, eine Interpretation der Ma'aseh Breishit (hebräisch מעשה בראשית). Diese Dissertation wurde im Januar 2013 in Buchform unter dem Titel El Misterio de la Creación veröffentlicht.
Seine dritte Doktorarbeit, im Bereich der Psychologie im November 2015 an der Ramon Llull-Universität in Barcelona erstellt, wurde unter dem Titel El sentido existencial en la construcción del sujeto: Mística judía y psicología publiziert. Ziel dieser Arbeit war, die Verbindungen zwischen den Fächern Jüdische Mystik und Psychologie herauszuarbeiten, die Dissertationsschrift wurde im Februar 2016 im Kairós-Verlag in Buchform verlegt. Im Januar 2016 legte er seine vierte Doktorarbeit in Geschichte an der Universität Lleida (UDL) mit dem Titel Causas y consecuencias de la ruptura entre el judaísmo y el cristianismo en el siglo II vor, die in Buchform mit dem Titel Sinagoga e Iglesia veröffentlicht wurde. Im März 2018 folgte seine fünfte Doktorarbeit in Theologie an der Universität Murcia mit dem Titel La Merkabá: el misterio del Nombre de Dios, die ebenfalls in Form eines Buches mit demselben Titel veröffentlicht wurde, wie er in der Dissertation erklärt, sei der Gott der Merkaba, gemäß des biblischen Textes, nicht das Unendliche, und dass das Judentum einen gemäßigten Binitarismus aufweise, da das Unendliche die Botschaft und der Gott der Tora sein anthropomorpher Überbringer sei. Im Juli 2018 legte er an der Universität Alicante seine sechste Doktorarbeit in Angewandter Mathematik mit dem Titel El Infinito y el lenguaje en la Kabbalah judía: un enfoque matemático, lingüístico y filosófico vor, in der er die Unendlichkeit aus der Perspektive der Kabbala erklärte. Im November 2019 veröffentlichte er sein Buch 30 Chispas de Luz zur Verbreitung der grundlegenden Themen der Kabbala und im Juni 2020 veröffentlichte er sein Werk Los Secretos De Dios-Sefer Atzilut: el libro de la Emanación zu den Erklärungen des Kabbalisten Isaac Luria zum Ursprung des Universums, eine kabbalistische kosmogonische Analyse dessen, was vor dem Urknall geschehen sei. Als Ergebnis seiner Forschungen zum Bösen aus der Kabbala veröffentlichte Sabán im Januar 2021 das Werk Las estrategias del Satán.
Im März 2021 veröffentlichte er mit Giomar Sarmiento das Werk Talmid Mekubal, Aprendiz de cabalista. Im Juni 2021 veröffentlichte er das Buch Jesús y la cábala, in dem er das Thema des Reiches Gottes aus der Perspektive des Judentums und im Denken des Rabbiners von Nazareth untersucht.
Im Dezember desselben Jahres veröffentlichte er sein Werk Daat. El Conocimiento über die 44 verborgenen Energien des Lebensbaums. Im Jahr 2022 begann er seine Forschung zu den Wahrnehmungsveränderungen von Studierenden, die Kabbala studieren, mit dem Ziel, seine siebte Doktorarbeit im Bereich Pädagogik vorzulegen.
Darüber hinaus lehrt und forscht Sabán als Hochschullehrer an mehreren Universitäten, so z. B. Universidad Rey Juan Carlos von Madrid, Universidad Carlos III, Universidad de Lérida, Universidad Rovira Virgili de Tarragona, Universidad Nacional de Educación a Distancia (UNED) und Universidad Hebraica de México.
Derzeit unternimmt Mario Sabán internationale Reisen, um über die Kabbala zu referieren. Sabán ist Präsident des Netzwerks „Sod 22-Internacional“, mit dem er Kenntnisse über die Kabbala weltweit verbreiten möchte.

## Veröffentlichungen
- Judíos conversos: los antepasados judíos de las familias tradicionales argentinas. Distal, 1990, ISBN 978-95-09495-20-3. OCLC 1024492013.
- Los hebreos nuestros hermanos mayores. Distal, 1991, ISBN 978-95-09495-27-2, OCLC 642940426.
- Los marranos y la economía en el Río de la Plata. Galerna, 1993, ISBN 978-95-0556-307-4., OCLC 637451441.
- Mil preguntas y respuestas sobre el judaísmo español y portugués. Edición del Autor, 1993, ISBN 978-95-043-4552-7, OCLC 233974431.
- Todos somos judíos. Beas Ediciones, 1994, ISBN 978-95-0834-071-9, OCLC 34835066.
- Las raíces judías del cristianismo. Futurum, 2001, ISBN 978-98-720118-0-2, OCLC 234174345.
- El judaísmo de San Pablo - La matriz judía del cristianismo I. Edición del Autor, 2003, ISBN 978-98-743-6826-3, OCLC 639007744.
- El sábado hebreo en el cristianismo - La matriz judía del cristianismo II.  Edición del Autor, 2004, ISBN 978-98-743-7867-5, OCLC 182539979.
- La matriz intelectual del judaísmo y la génesis de Europa. Edición del Autor, 2005, ISBN 978-98-743-9774-4, OCLC 73519278.
- Judíos conversos - La influencia hebrea de los orígenes de las familias tradicionales argentinas. Sudamericana, 2007. ISBN 978-95-007-2836-2, OCLC 254592513.
- La cronología del pensamiento judío. Saban, 2007, ISBN 978-98-723-603-0-6, OCLC 630910858.
- Rambam, el genio de Maimónides - Una interpretación moderna de la guía de los perplejos y las controversias internas del judaísmo. . Saban, 2008, ISBN 978-98-7236-031-3, OCLC 951664997.
- El judaísmo de Jesús: las enseñanzas éticas de la Torá y de la tradición israelita de Yeshua de Nazaret. Saban, 2008, ISBN 978-98-723-603-4-4, OCLC 1025510984.
- Sod 22: el secreto. Sabán, 2011, ISBN 978-98-723-603-5-1, OCLC 810290720.
- Maase Bereshit: el misterio de la creación.  Sabán, 2013, ISBN 978-98-723-6036-8, OCLC 1056085951.
- Sinagoga-Iglesia: la ruptura del siglo II.  Roxana Saban, 2016, ISBN 978-98-733-9954-1., OCLC 1002378627.
- La cábala: la psicología del misticismo judío.  Editorial Kairós, Barcelona 2017, ISBN 978-84-9988-487-5, OCLC 1049148203.
- La Merkabá: el misterio del Nombre de Dios. Sabán Mario Javier, 2018, ISBN 978-98-742-9763-1.
- 30 chispas de luz. Reflexiones cabalísticas para el día a dia. Mario Sabán, 2019, ISBN 978-98-7862-993-3.
- Los Secretos de Dios-Sefer Atzilut: ¿Qué sucedió antes del Big Bang según la cábala? 2020, ISBN 978-98-7864-744-9.
- Las estrategias del Satán: El mal desde la Cábala hebrea. Sabán, ISBN 978-98-7868-075-0.
- zusammen mit Gio Sarmiento, Talmid Mekubal: Aprendiz de Cabalista. 2020, ISBN 978-98-7869-131-2.
- Keter. El Éxtasis de la Eternidad. El poder de la Emuná desde la Cábala. Editorial Kairós, Barcelona 2023
- Raz. El Mesías (enero de 2023)
- Joyas de la Cábala (febrero de 2024)
- El Misterio de la Cábala (junio de 2024) junto a Cuty Gorina